# Șchioapa

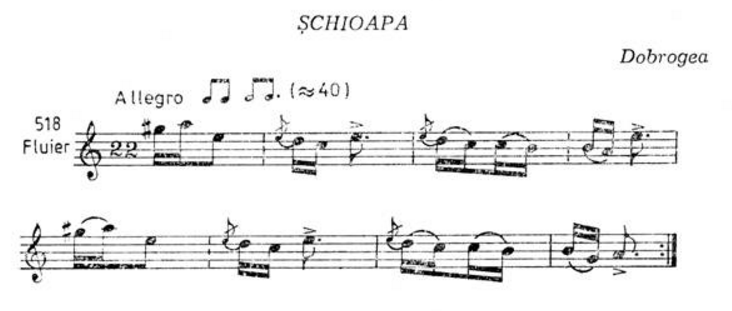
Şchioapa

Șchioapa (Cadâneasca) este un joc popular românesc, întâlnit preponderent în zona subcarpatică și de câmpie a Munteniei și Olteniei, precum și în Dobrogea. Șchioapa este o horă mixtă, cu un ritm asimetric, (trei optimi si o pătrime) și mișcare vioaie.